# 脫衣舞

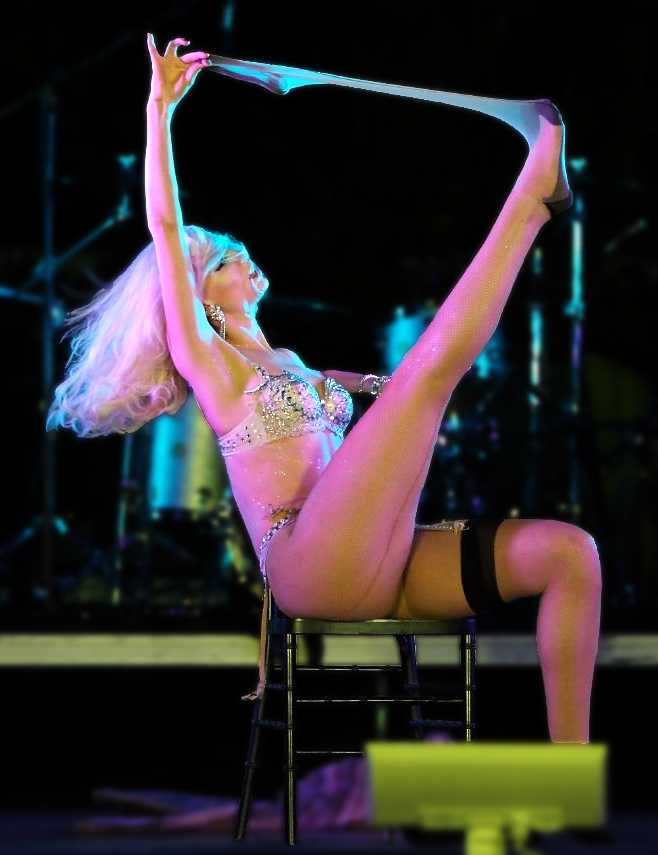
美國脫衣舞孃Lola Bel Aire表演傳統脫衣舞。

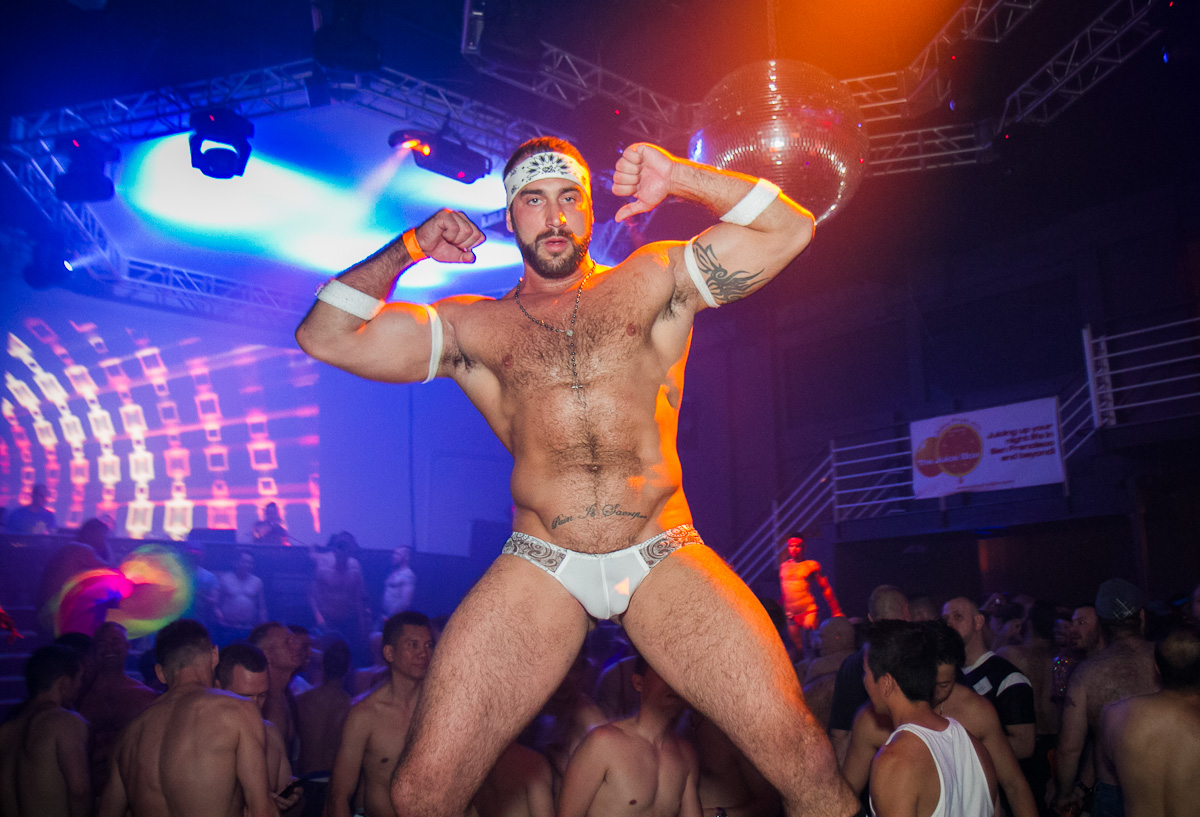
美國GV男優Spencer Reed在同志酒吧表演脫衣舞。

脫衣舞（英語：striptease）是一種通常帶有性暗示、勾引與性刺激的舞蹈，舞者會在演出中逐漸褪下衣物，無論最後是否為全裸。表演者一般被稱作「脫衣舞者」、「脫衣舞孃」或「脫衣舞男”（英語通稱為stripper或exotic dancer）。
在某些地區，定期演出脫衣舞之場所通常被稱作「脫衣舞俱樂部”（英語：strip club）；然而，此類演出也可能發生於英式酒吧(尤其是在英国境內)、劇場以及音樂表演廳。在臺灣，開設脫衣舞表演的娛樂場所俗稱「牛肉場」。有時，脫衣舞者也會受聘至單身派對演出。
除了作為成人娛樂而演出，脫衣舞也可以是情侶之間的一種調情手段。
脫衣舞一般包含了緩慢而為感官帶來愉悅與美麗感覺的脫衣過程。脫衣舞者可以以穿著多餘衣物、在已裸露部位故作遮掩等手段延長脫衣過程的時間。脫衣舞之重點即在於脫衣過程的展現(通常帶有性暗示意味)，而非褪下衣物之狀態。
脫衣舞者的服裝也構成了演出的一部分。在某些情況下，觀眾與舞者之間的互動也構成了演出的一部分。
脫衣舞與公眾裸體經常受限於法律、文化上的禁忌與審美觀等社會因素。

## 其他

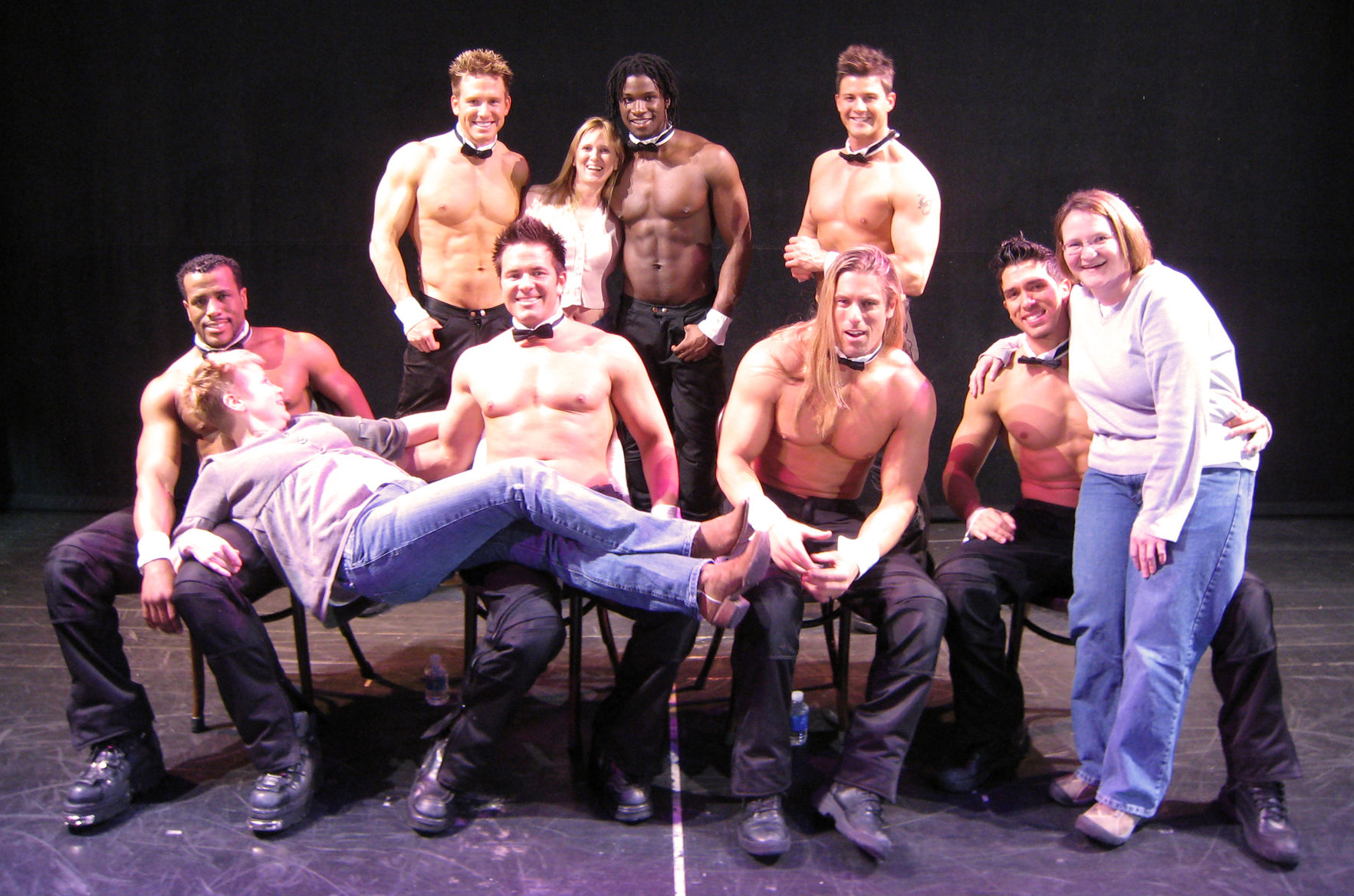
Chippendales為著名的男性脫衣舞團體。

H·L·孟肯創造出ecdysiast 一詞（源自"ecdysis"，意即蛻皮）為「脱衣舞女」，以回應脫衣舞藝術家Georgia Sothern提出使其職業「更有尊嚴地被提及」之要求。

## 外部連結
- 维基共享资源上的相關多媒體資源：脫衣舞
- 维基词典中的词条「ecdysiast」